# Jason Roebke
Jason Lee Roebke (* 1974 in Kaukauna, Wisconsin) ist ein US-amerikanischer Jazz- und Improvisationsmusiker (Kontrabass, auch Cracklebox, Perkussion, Piano).

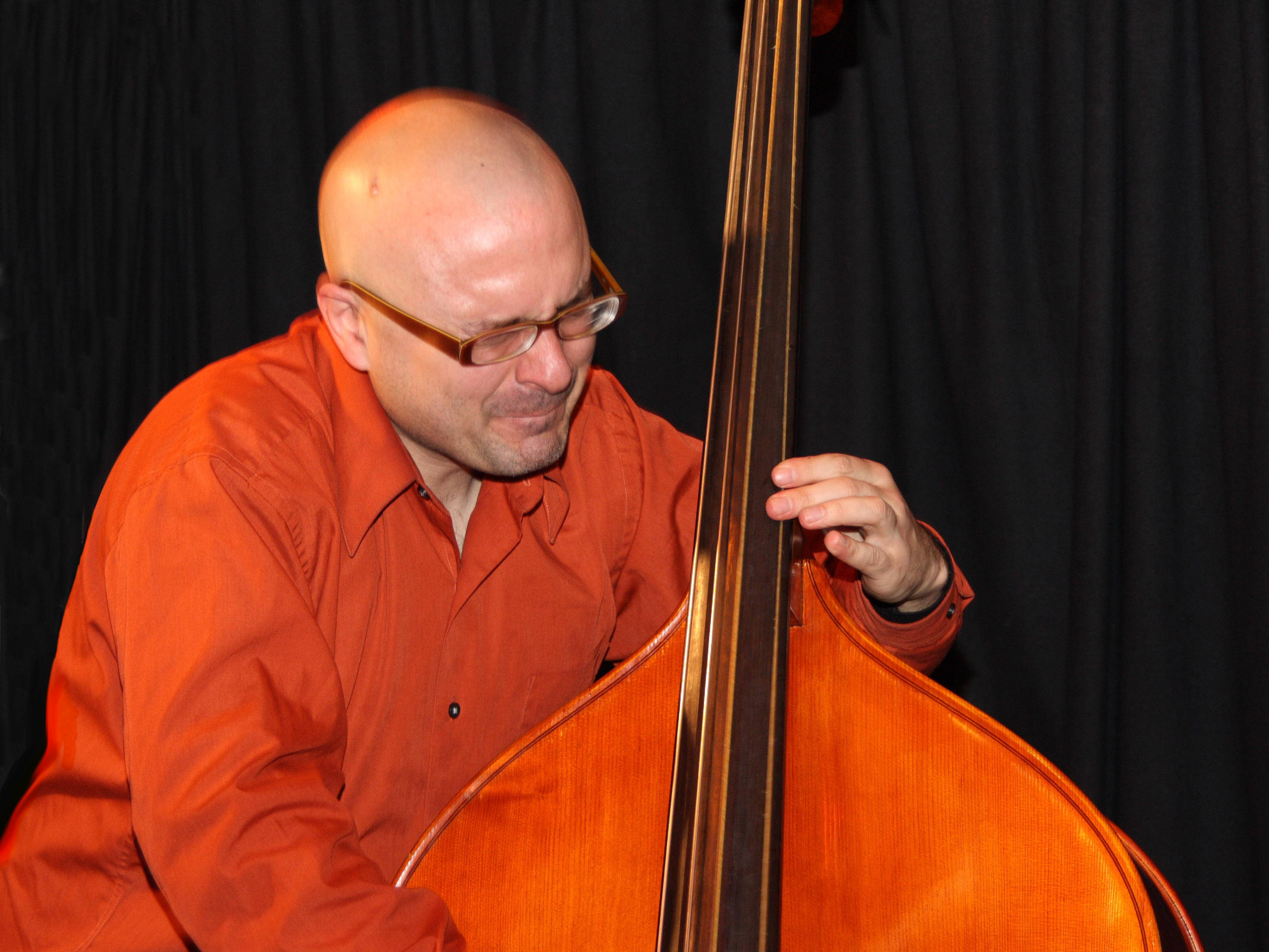
Jason Roebke 2010 im club W71, Weikersheim

## Leben und Wirken
Jason Roebke wuchs in Wisconsin auf und begann mit 14 Jahren Kontrabass zu spielen. Nach der Graduierung an der Lawrence University zog er nach Madison, wo er bei Roscoe Mitchell studierte. Den Master erwarb er 1998 an der University of Michigan und unterrichtete kurze Zeit am Albion College, bevor er im folgenden Jahr nach Chicago zog. Seitdem arbeitet er in der dortigen Avantgardeszene u. a. mit Fred Lonberg-Holm, Jason Stein, Keefe Jackson, Mike Reed, Frank Rosaly und Scott Fields, ferner in den Improvisationsensembles Arrive, Tigersmilk und Flatlands Collective.  2003 legte er bei 482 Music das Debütalbum Rapid Croche vor, an dem Aram Shelton und Tim Daisy mitwirkten. Im Bereich des Jazz war er zwischen 1997 und 2019 an 57 Aufnahmesessions beteiligt, u. a. bei  Greg Wards Album Touch My Beloved’s Thought (2016), Jason Steins Locksmith Isidore (After Caroline, 2018), Tomeka Reids Album Old New (2019) und Jeb Bishop (Re-Collect, 2019). Er erhielt mehrere Stipendien, darunter 2007 vom Community Arts Assistance Program der Stadt Chicago und 2009 die Artist Fellowship in Music Composition des Illinois Arts Council.

## Diskographie
- Scott Fields / François Houle / Jason Roebke: Hornets Collage (Nuscope Recordings, 2000)
- Tigersmilk: Tigersmilk (Family Vineyard, 2001), mit Rob Mazurek, Dylan van der Schyff
- The Flatlands Collective: Gnomade (Skycap, 2005), mit Fred Lonberg-Holm, James Falzone, Tim Mulvenna, Jorrit Dijkstra, Jeb Bishop
- Tim Barnes, Jason Roebke, Nate Wooley: Trio (Peira, 2007)
- Nate Wooley / Fred Lonberg-Holm / Jason Roebke: Throw Down Your Hammer and Sing (Porter Records, 2009)
- Jorrit Dijkstra: Pillow Circles (Clean Feed, 2010)
- Arrive: There Was... (2011), mit Tim Daisy, Aram Shelton,  Jason Adasiewicz
- Jason Roebke & Tobias Delius: Panoramic (Not Two Records, 2013)
- Jason Roebke Octett: High/Red/Center (Delmark Records, 2014) mit Greg Ward, Keefe Jackson, Jason Stein, Josh Berman, Jeb Bishop, Jason Adasiewicz, Mike Reed
- Lathe Cut, Vol. 1 (yellow) (2913)
- Jason Roebke Octet: Cinema Spiral (NoBusiness, 2016)
- Berman/Lytton/Roebke: Trio Discrepancies (Astral Spirits, 2019)
- Harris Eisenstadt: Old Growth Forest II (2020)